# Даань (місто)
Даань (кит. спр. 大安市, піньїнь: Dà'ān Shì) — місто-повіт в східнокитайській провінції Цзілінь, складова міста Байчен.

## Географія
Даань розташований на рівнині Сунляо на висоті 140 метрів над рівнем моря, лежить у місці злиття річок Таор і Нуньцзян.

### Клімат
Місто знаходиться у зоні, котра характеризується вологим континентальним кліматом. Найтепліший місяць — липень із середньою температурою 23,6 °C. Найхолодніший місяць — січень, із середньою температурою -16,9 °С.
| Клімат Дааня            | Клімат Дааня | Клімат Дааня | Клімат Дааня | Клімат Дааня | Клімат Дааня | Клімат Дааня | Клімат Дааня | Клімат Дааня | Клімат Дааня | Клімат Дааня | Клімат Дааня | Клімат Дааня | Клімат Дааня |
| Показник                | Січ.         | Лют.         | Бер.         | Квіт.        | Трав.        | Черв.        | Лип.         | Серп.        | Вер.         | Жовт.        | Лист.        | Груд.        | Рік          |
| Середній максимум, °C   | −10,6        | −4,8         | 3,7          | 14,3         | 21,8         | 26,8         | 28,1         | 26,9         | 21,5         | 12,6         | 0,5          | −8,3         | 11           |
| Середня температура, °C | −16,9        | −11,6        | −2,7         | 7,8          | 15,7         | 21,4         | 23,6         | 22,1         | 15,7         | 6,7          | −4,9         | −13,9        | 5,3          |
| Середній мінімум, °C    | −21,8        | −17,2        | −8,6         | 1,4          | 9,4          | 15,9         | 19,1         | 17,5         | 10           | 1,4          | −9,5         | −18,5        | −0,1         |
| Норма опадів, мм        | 2            | 1.6          | 6.5          | 18.3         | 29.3         | 69.6         | 133.4        | 95.9         | 32.2         | 16.5         | 5.7          | 3.6          | 414.6        |
| Вологість повітря, %    | 65           | 58           | 49           | 46           | 49           | 61           | 75           | 75           | 66           | 59           | 60           | 66           | 60.8         |
| ----------------------- | ------------ | ------------ | ------------ | ------------ | ------------ | ------------ | ------------ | ------------ | ------------ | ------------ | ------------ | ------------ | ------------ |
| Джерело: data.cma.cn    |              |              |              |              |              |              |              |              |              |              |              |              |              |